# Stadsarrondissement
Een stadsarrondissement is een bestuurlijke vorm in de Volksrepubliek China. Het betreft een stad of gemeente die op hetzelfde bestuurlijke niveau staat als een arrondissement of een autonoom arrondissement en ligt dus een bestuurslaag lager dan een stadsprefectuur, prefectuur of een autonome prefectuur. Sommige staan echter een bestuurslaag hoger en vallen direct onder een provincie.
De meeste stadsarrondissementen in de Volksrepubliek China zijn gevormd in de jaren tachtig en negentig van de 20e eeuw.